# Glycymeris intermedia
Glycymeris intermedia is een tweekleppigensoort uit de familie van de Glycymerididae. De wetenschappelijke naam van de soort is voor het eerst geldig gepubliceerd in 1832 door Broderip.